# George Bickham der Jüngere
George Bickham der Jüngere (* 1705/1710; † 1771) war ein Kupferstecher und Verleger in London.

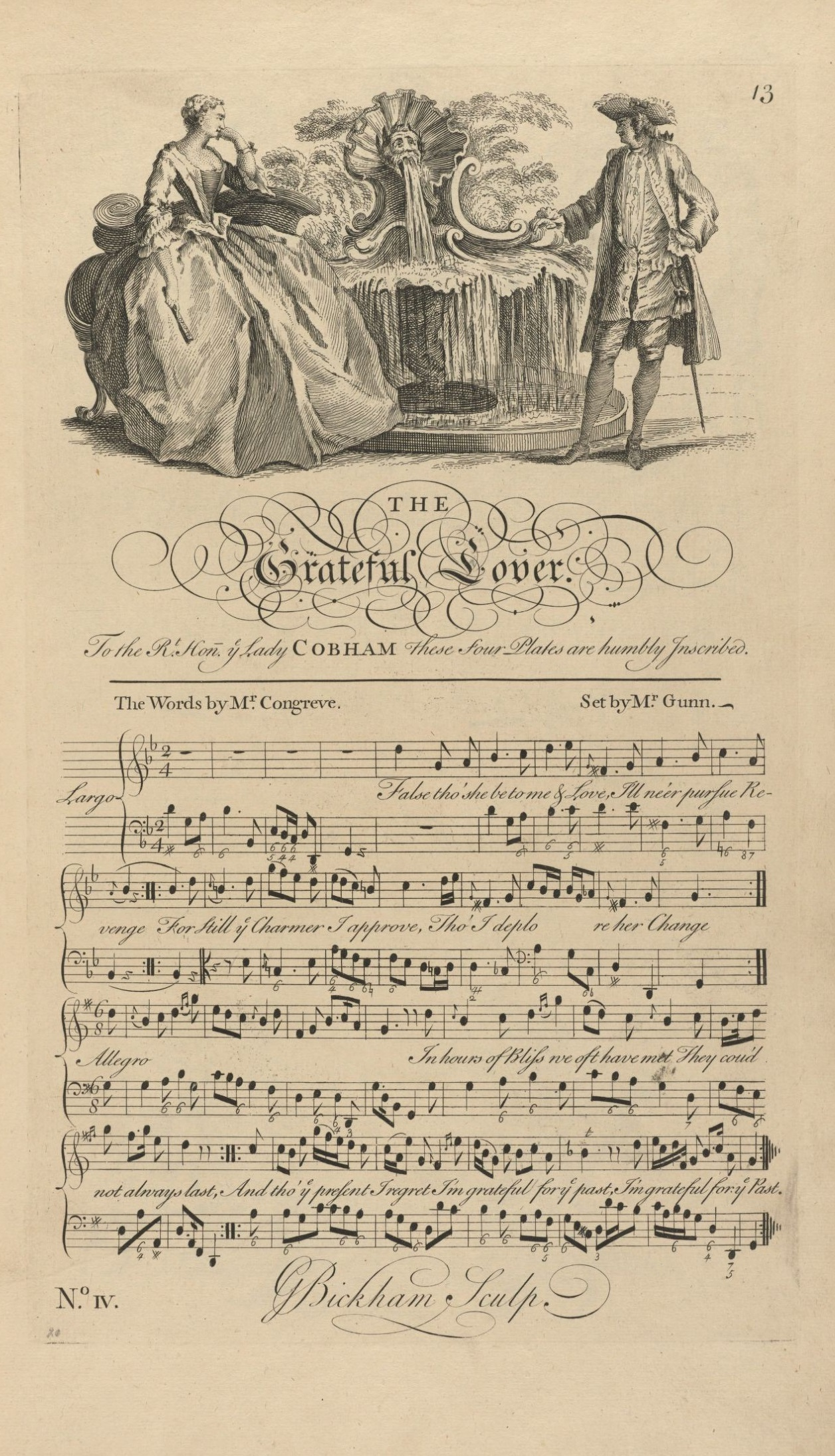
Illustration für das Lied „The Grateful Lover“, Kupferstich 1737

## Leben und Werk
George Bickham war der Sohn von George Bickham dem Älteren (ca. 1684–1758), einem Londoner Schreibmeister und Kupferstecher, dessen Hauptwerk The Universal Penman zwischen 1733 und 1741 entstand.
Bickham der Jüngere trat seit 1731 mit eigenen Arbeiten zunächst saitirscher Natur hervor. 1735–40 schuf er sein bekanntestes Werk, „The Musical Entertainer“, ein aufwändiges illustriertes Notenbuch mit populären Liedern der Zeit. 1740 eröffnete er in May’s Building im Covent Garden Viertel ein Ladengeschäft – geführt von seiner Frau – mit einer Druckerpresse im Hinterzimmer. Hier erschienen in etwa zwanzig Jahren zahlreiche politische Satiren, die in durchaus deftiger Weise König und Minister verspotten.
Mehrfach wurde er des Schwarzkopierens beschuldigt; doch gehörte er vor allem in den 1740er Jahren zu den erfolgreichsten satirischen Grafikern. Als Zeitgenosse von Hogarth, der sich gegen den Begriff Karikaturist wehrte, kann Bickham als einer der ersten modernen Karikaturisten gelten.